# Reste
Cet article concerne le résultat d'une division en mathématiques. Pour la chanson de Maître Gims et Sting sortie en 2019, voir Reste (chanson).

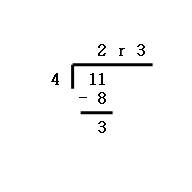
Division euclidienne de 11 par 4, dont le reste est 3.

En mathématiques, le résultat d’une division est un quotient et un reste. Le reste est nul si le quotient des deux nombres de la division est exact, sinon ce quotient est approximatif. Une division est dite euclidienne quand son dividende, son diviseur et son quotient sont des nombres entiers naturels. Dans une division euclidienne, le produit du quotient et du diviseur plus le reste est égal au dividende, et le reste est un entier naturel strictement inférieur au diviseur. Un nombre entier est multiple d’un autre entier non nul si et seulement si, dans une division euclidienne, le quotient de la valeur absolue du premier par la valeur absolue du second est exact, autrement dit, si et seulement si le reste de cette division euclidienne est nul. En informatique, un tel reste est obtenu par l'opérateur modulo.

## Entiers naturels
Si a et d sont des entiers naturels, avec d différent de zéro, il est prouvé qu'il existe deux entiers uniques q et r, tel que a = qd + r et 0 ≤ r < d. Le nombre q est appelé le quotient, alors que r est le reste.
La division euclidienne donne une preuve de ce résultat, tout comme une méthode pour l'obtenir.

### Exemples
- En divisant 13 par 10, on obtient 1 comme quotient et 3 comme reste, car 13 = 1×10 + 3.
- En divisant 26 par 4, on obtient 6 comme quotient et 2 comme reste, car 26 = 6×4 + 2.
- En divisant 56 par 7, on obtient 8 comme quotient et 0 comme reste, car 56 = 7×8 + 0.

## Entiers relatifs
Il est possible d'étendre la définition précédente à l'ensemble des entiers relatifs. 
Si {\displaystyle a} et {\displaystyle d} sont des entiers relatifs, avec {\displaystyle d} différent de zéro, alors le reste {\displaystyle r} est un entier tel que {\displaystyle a=qd+r}, {\displaystyle q} étant un entier et {\displaystyle 0\leq \,\mid r\mid \,\leq \,\mid d\ \mid }.
Cette définition permet de former deux restes différents pour la même division. Par exemple, la division de {\displaystyle -42} par {\displaystyle -5} s'exprime par
{\displaystyle -42=9\times (-5)+3}
ou
{\displaystyle -42=8\times (-5)+(-2)}
Le reste peut donc être soit {\displaystyle 3} ou {\displaystyle -2}.
Cette ambiguïté est peu importante en pratique. En effet, en ajoutant le diviseur ({\displaystyle -5} dans l'exemple) au reste positif ({\displaystyle 3} dans l'exemple), on obtient le reste négatif ({\displaystyle -2} dans l'exemple) et réciproquement. De façon générale, dans le cas d'une division euclidienne dans l'ensemble des entiers relatifs, si {\displaystyle d} est le diviseur, {\displaystyle r_{1}} est le reste positif, et {\displaystyle r_{2}} est le reste négatif, alors
{\displaystyle r_{1}=r_{2}+d}

## Nombres réels
Lorsque a et d sont des nombres réels, avec d différent de zéro, d ne peut diviser a sans reste, le quotient étant un autre nombre réel. Cependant, si le quotient est entier, le concept de reste est encore valide. Il est prouvé qu'il existe un entier unique q et un reste réel r tel que a = qd + r avec 0 ≤ r < |d|. Comme dans le cas de la division d'entiers relatifs, le reste peut être négatif, c'est-à-dire -|d| < r ≤ 0. 
Généraliser la notion de reste pour les nombres réels tel que décrit dans le paragraphe précédent n'a pas d'importance théorique en mathématiques. Pourtant, plusieurs langages de programmation l'offrent.

## Sur les inégalités
Dans les définitions données, il y a une inégalité qui était soit 0 ≤ r < |d| ou  -|d| < r ≤ 0. Elle est nécessaire pour assurer que le reste est unique. Le choix d'une telle inégalité est arbitraire : n'importe quelle condition de la forme x < r ≤ x + |d| (ou x ≤ r < x + |d|), où x est constant, garantit que le reste est unique.